# G&L

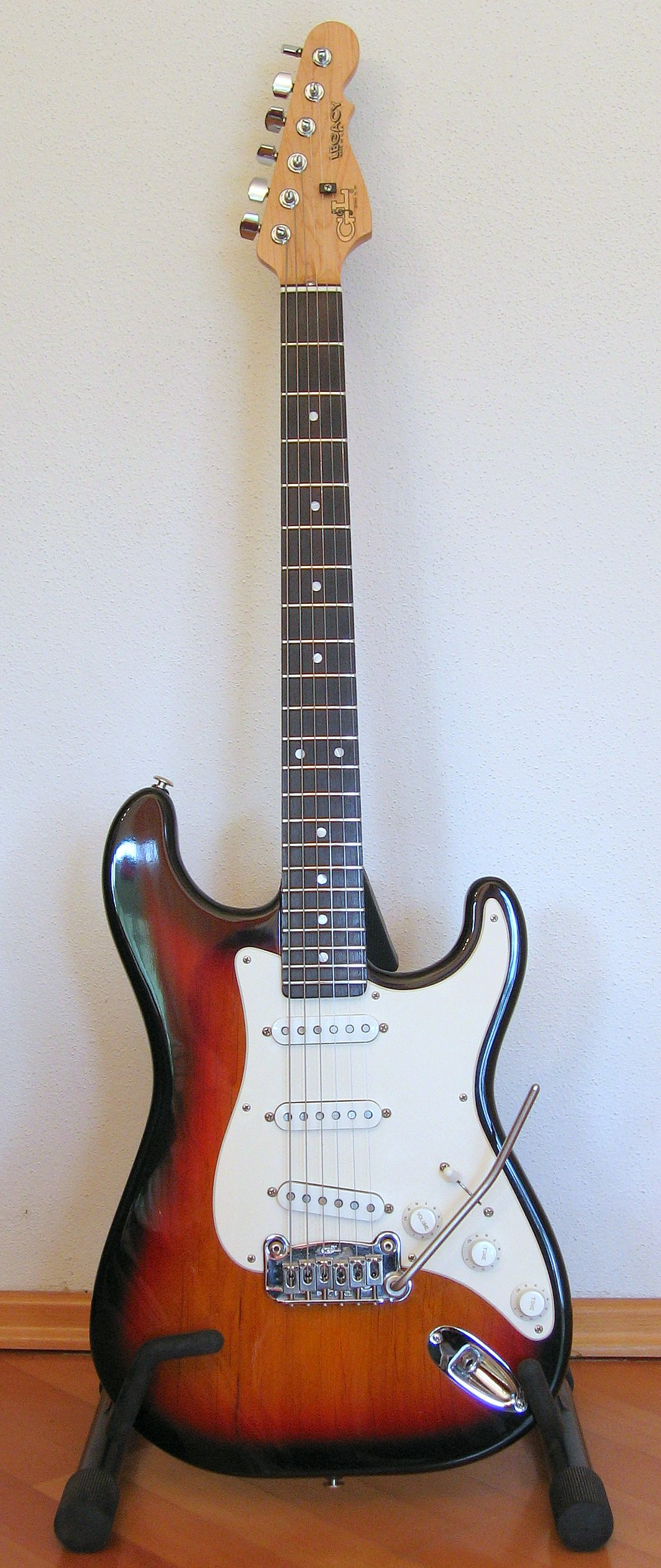
Gitarr av modellen Legacy, tillverkad av G&L 1994.

G&L är en amerikansk gitarr-tillverkare som blev den legendariske konstruktören och innovatören Leo Fenders sista företag. Initialerna står för George (Fullerton) och Leo (Fender). 
Företaget och tillverkningen är lokaliserad till Fender Avenue, Fullerton, Kalifornien.